# Notre-Dame-de-Bliquetuit
Notre-Dame-de-Bliquetuit település Franciaországban, Seine-Maritime megyében. Lakosainak száma 824 fő (2022. január 1.). Notre-Dame-de-Bliquetuit Arelaune-en-Seine, Le Trait és Rives-en-Seine községekkel határos.

## Népesség
A település népességének változása:
| Lakosok száma | 741  | 744  | 762  | 754  | 772  | 790  | 808  | 817  | 824  |
|               | 2013 | 2015 | 2016 | 2017 | 2018 | 2019 | 2020 | 2021 | 2022 |